# Herb gminy Siedlec
Herb gminy Siedlec – symbol gminy Siedlec.

## Wygląd i symbolika
Herb przedstawia na tarczy w polu zielonym żółty kłos zboża (nawiązujący do rolniczego charakteru gminy) z niebieskim ziarnem, a przed nim czaplę siwą (symbol rezerwatu przyrody Wyspa na Jeziorze Chobienickim). 